# Rhabdomastix (Rhabdomastix) hirticornis
Rhabdomastix (Rhabdomastix) hirticornis is een tweevleugelige uit de familie steltmuggen (Limoniidae). De soort komt voor in het Palearctisch gebied.